# Parc marin du Saguenay–Saint-Laurent
Ne doit pas être confondu avec Parc national du Fjord-du-Saguenay.
Le parc marin du Saguenay–Saint-Laurent est une aire marine protégée située à l'embouchure du fjord de la rivière Saguenay, au Québec. Il est géré conjointement par la Société des établissements de plein air du Québec (SEPAQ) et par Parcs Canada. Le parc marin est contigu par sa portion terrestre au parc national du Fjord-du-Saguenay. Le parc marin est reconnu internationalement pour la qualité des observations de mammifères marins que l'on peut y faire, en mer, mais également à partir de la rive.

## Géographie

Parc marin
Parc national du Fjord-du-Saguenay
Aire de coordination du parc marin

Le territoire protégé du parc marin du Saguenay–Saint-Laurent couvre 1 245 km2 et est exclusivement composé d'eau. Il comprend les fonds marins, la colonne d'eau et la partie du rivage immergée à marée haute. Le territoire inclut toute la partie du lit de la rivière Saguenay en aval du cap de l'Est à Sainte-Rose-du-Nord et la moitié nord du Saint-Laurent entre le Gros cap à l'Aigle à La Malbaie en amont à la pointe Rouge aux Escoumins en aval. Le Saguenay compte pour 17 % de la superficie et le Saint-Laurent pour 83 % de celui-ci. Le territoire exclut toutes les îles et les quais inclus dans le périmètre. Le parc est adjacent au parc national du Fjord-du-Saguenay et à la réserve nationale de faune des îles de l'Estuaire.
Au total, 4 régions administratives, 6 municipalités régionales de comté et 19 municipalités bordent son territoire.
Le parc marin couvre une grande partie de l'habitat essentiel du béluga du Saint-Laurent.

### Accès

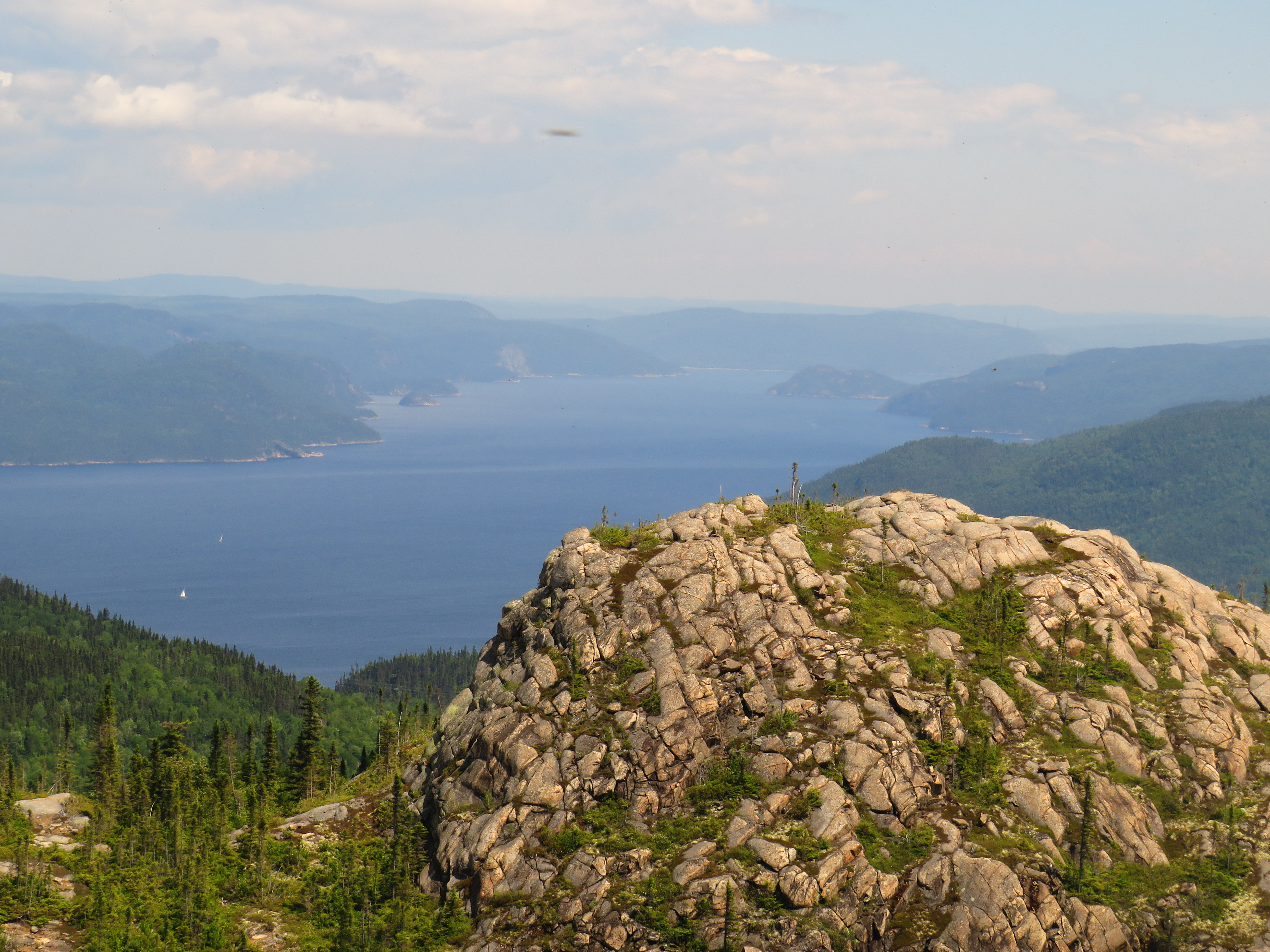
Fjord du Saguenay

On peut accéder au parc marin par la route 138 à partir de Québec et Baie-Comeau et par les routes 170 et 172 à partir de Saguenay. Il est aussi possible d'accéder aux communautés entourant le parc par traversier à partir des traverses de Saint-Siméon/Rivière-du-Loup et de Trois-Pistoles/Les Escoumins.

### Hydrologie
(février 2017).
Si vous disposez d'ouvrages ou d'articles de référence ou si vous connaissez des sites web de qualité traitant du thème abordé ici, merci de compléter l'article en donnant les références utiles à sa vérifiabilité et en les liant à la section « Notes et références ».
Le parc marin du Saguenay–Saint-Laurent est situé à mi-chemin entre les Grands Lacs et l’océan Atlantique. Il reçoit l’eau douce des rivières et des lacs situés en amont, et l’eau salée de l’Atlantique.
La topographie du fond marin du parc est caractérisée par des vallées sous-marines profondes, des seuils, des hauts-fonds et des battures. Cette topographie sous-marines entraîne des phénomènes océaniques très particuliers, notamment à la confluence du Saguenay et du Saint-Laurent.
Tête du chenal Laurentien
Sous l'effet des marées, les eaux froides et salées de l’Atlantique s’infiltrent dans les profondeurs du golfe et de l’estuaire maritime par le chenal Laurentien, une profonde vallée sous-marine qui s’étire sur 1 200 km. À la tête du chenal, entre Les Escoumins et Tadoussac, sa profondeur passe de plus de 300 mètres à une vingtaine de mètres. Cette brusque remontée du fond marin marque la transition entre l’estuaire moyen et l’estuaire maritime et constitue la particularité topographique la plus remarquable du parc marin.
Marées
Deux fois par jour, à la marée montante, les eaux de la couche intermédiaire froide se heurtent au fond marin à la tête du chenal Laurentien. Ces eaux froides et salées remontent vers la surface. Une partie de ces eaux franchit le seuil et s’infiltre dans le fjord du Saguenay et l’estuaire moyen. Cela explique la basse température de l’eau de surface à la tête du chenal Laurentien.
Le vent peut aussi provoquer des remontées d’eau froide près des côtes. Le vent pousse l’eau de surface loin de la rive, ce qui force l’eau froide à remonter pour remplacer l’eau de surface.La remontée d’eau froide augmente la productivité des eaux. Elle amène près de la surface les sels nutritifs contenus dans la couche intermédiaire froide. Ces sels nutritifs servent d’engrais aux algues planctoniques (phytoplancton) qui vivent près de la surface pour capter l’énergie du soleil. Les remontées d’eau froide permettent ainsi au phytoplancton de se multiplier. Puisque ces algues sont à la base de la chaîne alimentaire marine, tous les animaux qui en dépendent profitent de la remontée d’eau froide.

## Histoire

Logo du parc.

Occupée par les peuples autochtones depuis plus de 8 000 ans, la région du parc marin est dotée d'une riche histoire maritime. Bien des marins y sont passés à bord de canots d'écorce, de baleiniers basques, de vaisseaux français, de bateaux vapeur, de navires commerciaux et de bateaux de plaisance.
Dans les années 1980, l'état pollué du Saint-Laurent et les hauts taux de mortalités qui affectent les bélugas du Saint-Laurent alertent les populations riveraines qui somment les gouvernements d'agir pour la protection de cette espèce emblématique.
En 1988, sous la présidence de l'abbé Rosaire Corbin, la « Coalition pour la création du parc marin du Saguenay-Saint-Laurent » regroupe 27 organismes régionaux. Cette même année, le Forum international pour l'avenir du béluga réunit les acteurs qui proposent la création du parc marin afin de favoriser le rétablissement de cette population menacée.
Les consultations publiques pour l'établissement des limites du parc marin du Saguenay-Saint-Laurent débuteront en 1990. À la suite d'une première proposition, c'est en 1992 que le territoire couvrant 1 245 km2 sera fixé officiellement.
C'est donc à la demande de la population québécoise que le parc marin a été créé en 1998 par l'adoption de deux lois miroir, fédérale et provinciale, nommées toutes les deux Loi sur le parc marin du Saguenay-Saint-Laurent. Son mandat est de rehausser, au profit des générations futures, le niveau de protection de ses écosystèmes aux fins de conservations, tout en favorisant les activités éducatives, récréatives et scientifiques.
En 2002, le tout premier Règlement sur les activités en mer du parc marin (RAM) voit le jour. Unique au Canada, le RAM vise à limiter notamment le nombre de permis d’excursion en mer à l’intérieur du parc en plus de dicter les vitesses et les distances d'approche à observer en présence de mammifères marins, selon différentes situations. Après 15 ans d'opération, des modifications ont été adoptées en décembre 2016, afin d'améliorer la protection des mammifères marins. Le RAM s’applique à tous les usagers, tant aux entreprises d’excursion d’observation qu’aux kayakistes et aux plaisanciers.
En 2011, un regroupement d'entreprises d'excursion en mer s'allie aux gestionnaires du parc marin ainsi qu'au Groupe de recherche et d'éducation sur les mammifères marins (GREMM) afin de créer l'Alliance Éco-Baleine. Cette alliance vise à améliorer de façon continue les pratiques d'observation des baleines par une meilleure formation des capitaines et en augmentant les efforts de sensibilisation des visiteurs à bord des bateaux d'excursion.

## Patrimoine naturel

### Faune
Neuf espèces de mammifères marins fréquentent régulièrement le parc dont deux, le phoque commun et le béluga (dont la population est estimée à 800 à 1000 individus), résident à l'année. Les sept autres espèces que sont le phoque gris, phoque du Groenland, le marsouin commun, le petit rorqual, le rorqual commun, la baleine bleue et la baleine à bosse fréquentent les eaux du parc durant la saison estivale. Finalement 7 autres espèces de cétacés et de pinnipèdes ont été observés dans les eaux du Saguenay et du Saint-Laurent. Ceux-ci fréquentent le parc vu la richesse du plancton dont les sommets d'abondance vont de juin à septembre.
Le parc comprend aussi 79 espèces de poisson, dont une dizaine d'espèces d'eau douce. Le lançon d'Amérique, le capelan et le hareng atlantique, qui vivent en banc, forme la base de l'alimentation des autres poissons et mammifères marins. Sous la surface, les eaux du parc recèlent au moins sept espèces de requins dont le requin pèlerin (deuxième poisson le plus grand du monde) ainsi que le requin du Groenland (deuxième plus grand requin carnivore au monde).

#### Oiseaux
On retrouve dans le parc plus de 150 espèces d'oiseaux.